# احد جوان‌صالحی
احد جوان‌صالحی (زادهٔ ۲۵ شهریور ۱۳۴۴ در اردبیل) کشتی‌گیر اهل ایران است. او در مسابقات کشتی فرنگی مردان در بازی‌های المپیک تابستانی ۱۹۸۸ و بازی‌های المپیک تابستانی ۱۹۹۲ شرکت کرد.
وی در مسابقات کشوری و بین‌المللی در مجموع برندهٔ ۱ مدال طلا، ۱ مدال نقره، ۲ مدال برنز شده‌است. ایشان معروف به استاد فن کمر آسیا هستن.